# Andreas Gold

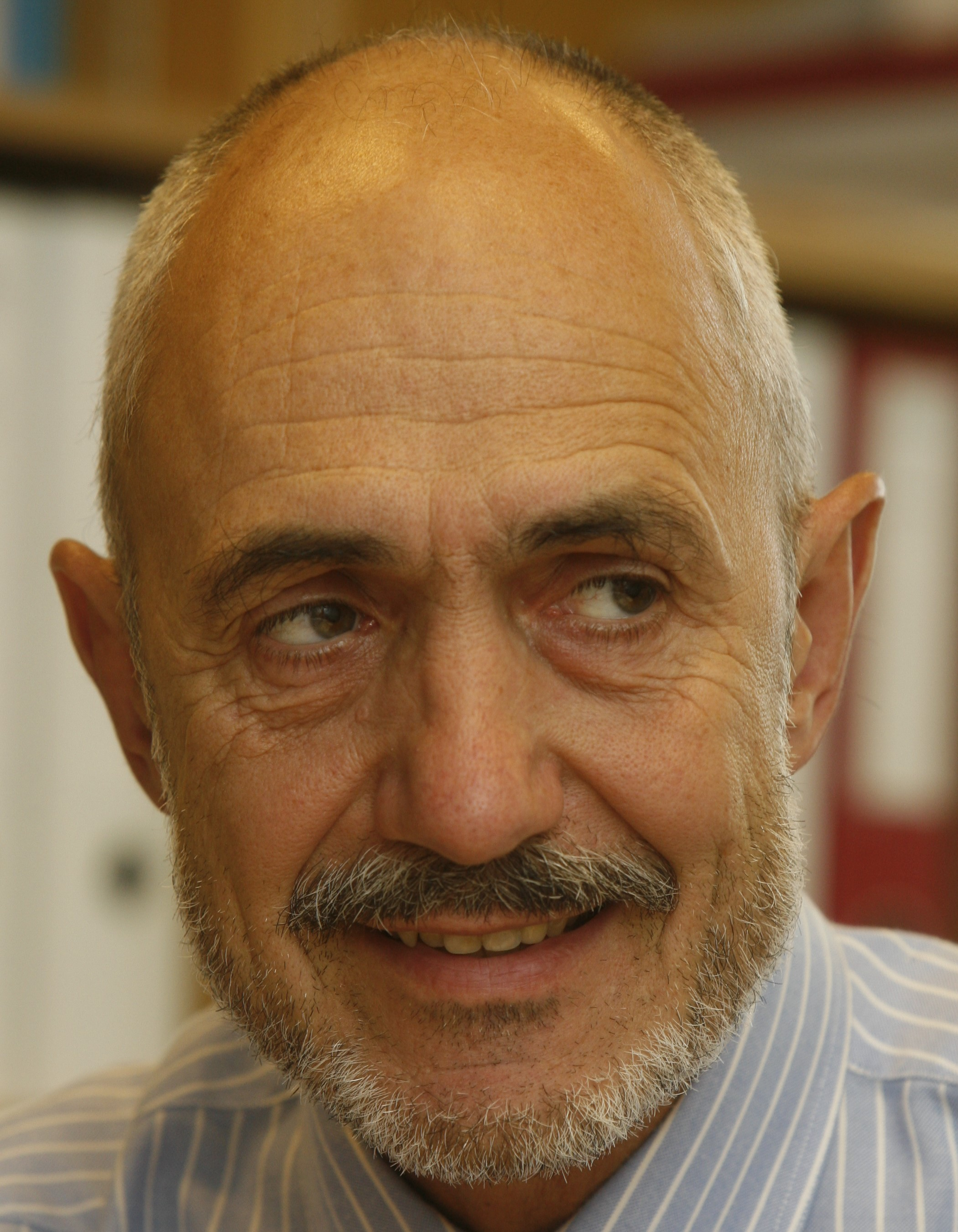
Andreas Gold (2022)

Andreas Gold (* 1954 in Heidelberg) ist ein deutscher Psychologe und Professor für Pädagogische Psychologie.

## Leben
Andreas Gold besuchte die Schule in Heidelberg und Bensheim/Bergstraße. Anschließend studierte er Psychologie von 1976 bis 1982 an der Universität Heidelberg. Als wissenschaftlicher Mitarbeiter war er am Max-Planck-Institut für psychologische Forschung in München und am Institut für Pädagogische Psychologie der Johann Wolfgang Goethe-Universität Frankfurt am Main tätig.
1988 wurde er zum Dr. phil. mit einer Arbeit über das Thema „Bedingungen von Studienabbruch und Studienerfolg“ promoviert. Seine Habilitation für das Fach Psychologie erfolgte 1993 mit der Arbeit „Gedächtnisleistungen im höheren Erwachsenenalter“ (ausgezeichnet mit dem Preis der Willkomm-Stiftung für die beste naturwissenschaftliche Habilitation an der Goethe-Universität).
Von 1994 bis 1998 war er Professor für Pädagogische Psychologie an der Pädagogischen Hochschule Ludwigsburg, seit 1998 hat er die Professur für Pädagogische Psychologie an der Johann Wolfgang Goethe-Universität Frankfurt am Main inne. Gold war von 2001 bis 2003 Dekan des Fachbereichs Psychologie und Sportwissenschaften. Von 2003 bis 2009 war er Vizepräsident der Universität. Von 2008 bis 2014 war er stellvertretender wissenschaftlicher Leiter des LOEWE-Forschungszentrums für Individuelle Entwicklung und Lernförderung (Center for Research on Individual Development and Adaptive Education of Children at Risk, IDeA). Seit 2020 ist Gold Seniorprofessor an der Goethe-Universität Frankfurt am Main.

## Schwerpunkte
Golds wissenschaftliche Arbeitsgebiete sind die Lehr-Lern-Forschung und die Erforschung der Wirksamkeit pädagogischer Interventionen. So arbeitet er an Projekten zur Förderung von Lesestrategien und Lesekompetenzen und zur Ursache von und zur Intervention bei Lernschwierigkeiten.

## Veröffentlichungen (Auswahl)
- A. Gold: Studienabbruch, Abbruchneigung und Studienerfolg. Vergleichende Bedingungsanalysen des Studienverlaufs. Peter Lang, Frankfurt am Main / Bern / New York 1988.
- A. Gold: Gedächtnisleistungen im höheren Erwachsenenalter. Der Einfluss von Vorwissen und Aufgabenkomplexität. Huber, Bern / Göttingen / Toronto 1995.
- A. Gold: Guter Unterricht. Was wir wirklich darüber wissen. Vandenhoeck & Ruprecht, Göttingen 2015.
- A. Gold: Lernen leichter machen. Wie man im Unterricht mit Lernschwierigkeiten umgehen kann. Vandenhoeck & Ruprecht, Göttingen 2016.
- U. Hartmann, M. Hasselhorn, A. Gold (Hrsg.): Entwicklungsverläufe verstehen – Kinder mit Bildungsrisiken wirksam fördern. Forschungsergebnisse des Frankfurter IDeA-Zentrums. Kohlhammer, Stuttgart 2017.
- M. Hasselhorn, A. Gold: Pädagogische Psychologie. Erfolgreiches Lernen und Lehren. 5. Auflage. Kohlhammer, Stuttgart 2022.
- A. Gold: Lesen kann man lernen. 3. Auflage. Vandenhoeck & Ruprecht, Göttingen 2018.
- A. Gold: Lernschwierigkeiten. Ursachen, Diagnostik, Intervention. 2. Auflage. Kohlhammer, Stuttgart 2018.
- C. Gawrilow, L. Guderjahn, A. Gold: Störungsfreier Unterricht trotz ADHS. Mit Schülern Selbstregulation trainieren – Ein Lehrermanual. 3. Auflage. Reinhardt, München 2022.
- A. Gold: Digital lesen. Was sonst? Vandenhoeck & Ruprecht, Göttingen 2023.